# 인터페이스 빌더
인터페이스 빌더(영어: Interface Builder)는 애플의 macOS용 소프트웨어 개발 응용 프로그램이다. 인터페이스 빌더는 애플 디벨로퍼 커넥션의 툴셋인 Xcode(예전 이름은 프로젝트 빌더였다.)의 일부이다. 코코아 및 카본 개발자들은 인터페이스 빌더를 가지고 그래픽 사용자 인터페이스를 통해 응용 소프트웨어를 위한 인터페이스를 제작할 수 있다.
제작된 인터페이스는 .nib 파일 확장자를 갖도록 저장된다. .nib는 "NeXT Interface Builder"의 약자이다. 최근에는 파일 확장자가 .xib로 바뀌는 추세이다.
인터페이스 빌더는 넥스트스텝에 들어간 동명의 개발용 소프트웨어의 후속작이다. 오픈스텝에도 인터페이스 빌더가 하나 들어가 있다. 그누스텝에는 매우 비슷한 기능을 하는 소프트웨어 도구로서 곰(Gorm)이 들어가 있다. 2008년 3월 27일, 아이폰을 위해 특별히 제작된 인터페이스 빌더가 발매되었다. 아이폰 응용 소프트웨어를 작성할 수 있게 해주는 것인데, 아이폰 SDK 베타 2 버전과 함께 릴리즈되었다.

## 역사
인터페이스 빌더는 1988년 넥스트스텝(NeXTSTEP) 0.8에 처음으로 들어갔다. 인터페이스 빌더는 장 마리 훌로(Jean-Marie Hullot)가 고안 및 개발한 작품이었다. 처음에는 Lisp 언어(Expertelligence 사의 ExperLisp)로 되어 있었다. 마우스를 사용하는 그래픽 사용자 인터페이스에 배치될 버튼, 메뉴, 윈도 등을 만드는 몇 안 되는 초창기 상용 응용 소프트웨어 중 하나였다. 당시, 유럽 입자 물리 연구소의 팀 버너스 리가 NeXT 워크스테이션을 이용하여 월드 와이드 웹을 개발할 때 쓰인 툴 중 하나가 바로 인터페이스 빌더였다.

## 설계
인터페이스 빌더는 사용자 인터페이스들을 모아 놓은 "팔레트"(다른 말로 콜렉션즈)를 오브젝티브-C 개발자에게 제공한다. 이러한 사용자 인터페이스들 안에는 텍스트 필드, 데이터 테이블, 슬라이더, 팝업 메뉴 등이 들어가 있다. 인터페이스 빌더의 팔레트는 자유롭게 확장가능하다. 누구나 새로운 오브젝트를 개발하여 인터페이스 빌더의 팔레트에 추가할 수 있다.
인터페이스 하나를 빌드하기 위해서는, 개발자는 인터페이스 오브젝트를 팔레트로부터 윈도 나 메뉴로 끌어다 놓기만 하면 된다. 오브젝트(개체, 객체)가 할 수 있는(can emit) 액션(메시지)는 응용 소프트웨어의 소스 코드 내의 타겟(target)에 연결되며, 응용 소프트웨어 내의 아울렛(outlets, pointers)은 특정 오브젝트(개체, 객체)로 연결된다. 이러한 방식으로, 모든 초기화는 런타임(runtime)에 수행된다. 이로써 소프트웨어의 퍼포먼스가 향상되며 개발 프로세스의 능률성이 높아진다.

## 같이 보기
- 고속 개발 도구